# Precision Time Protocol
Precision Time Protocol (PTP) é um protocolo usado para sincronizar os relógios através de uma rede de computadores. Em uma rede de área local, ele alcança precisão de um relógio na faixa de sub-microssegundos, tornando-o adequado para sistemas de medição e controle.
O PTP foi originalmente definido no padrão IEEE 1588-2002, oficialmente intitulado "Padrão para um Protocolo de Sincronização de Relógio de Precisão para Sistemas de Medição e Controle em Rede" e publicado em 2002. Em 2008, o IEEE 1588-2008 foi lançado como um padrão revisado; também conhecido como PTP Versão 2, melhora a precisão, precisão e robustez, mas não é compatível com a versão original de 2002.
De acordo com John Eidson, que liderou o esforço de padronização do IEEE 1588-2002, "o IEEE 1588 foi projetado para preencher um nicho que não é bem servido por nenhum dos dois protocolos dominantes, NTP e GPS. O IEEE 1588 é projetado para sistemas locais que exigem precisões além daquelas possíveis usando o NTP. Ele também é projetado para aplicações que não podem suportar o custo de um receptor GPS em cada nó, ou para o qual os sinais GPS são inacessíveis."